# Glomera ericifolia
Glomera ericifolia är en orkidéart som beskrevs av Henry Nicholas Ridley. Glomera ericifolia ingår i släktet Glomera och familjen orkidéer. Inga underarter finns listade i Catalogue of Life.